# Condado de Mejorada del Campo
El condado de Mejorada del Campo es un título nobiliario español creado el 6 de septiembre de 1887 por la reina regente María Cristina de Habsburgo-Lorena por el rey Alfonso XIII de España a favor de Gonzalo de Figueroa y Torres, Senador del Reino, I duque de las Torres grande de España, VII marqués de Villamejor, VIII vizconde de Irueste.

## Denominación
Su denominación hace referencia al municipio madrileño de Mejorada del Campo.

## Antecedentes
Gonzalo de Figueroa y Torres era hijo de Ignacio de Figueroa y Mendieta y de Ana Torres Romo, VI marquesa de Villamejor, VI vizcondesa de Irueste.
Era, por tanto hermano de Álvaro de Figueroa y Torres, I conde de Romanones, que fue presidente del Senado de España, presidente del Congreso de los Diputados de España, presidente del Consejo de Ministros, y amigo personal del rey Alfonso XIII, lo que le valió a él y a sus hermanos numerosos títulos nobiliarios, entre ellos el ducado de Tovar para su hermano Rodrigo de Figueroa y Torres, el ducado de las Torres, junto con el condado de Mejorada del Campo, para su hermano Gonzalo de Figueroa y Torres.

## Condes de Mejorada del Campo
|                           | Titular                          | Periodo                   |
| Creación por Alfonso XIII | Creación por Alfonso XIII        | Creación por Alfonso XIII |
| ------------------------- | -------------------------------- | ------------------------- |
| I                         | Gonzalo de Figueroa y Torres     | 1887-1921                 |
| II                        | Jaime de Figueroa y O'Neill      | 1922-1967                 |
| III                       | Jaime de Figueroa y Castro       | 1969-2015                 |
| IV                        | Mónica de Figueroa y Cernuda     | 2016-2023                 |
| V                         | Jaime de Figueroa y Real de Asua | 2023-actual titular       |

## Historia de los condes de Mejorada del Campo
- Gonzalo de Figueroa y Torres (Madrid, 19 de agosto de 1861-Laussane, 18 de octubre de 1921), I conde de Mejorada del Campo,[2] I duque de las Torres grande de España, VII marqués de Villamejor, VII vizconde de Irueste y senador del Reino.[2]

Casó, el 8 de septiembre de 1892, en Madrid, con María Manuela O'Neill y Salamanca, dama de la Reina Victoria Eugenia de Battenberg, hija de Juan Antonio Luis O'Neill y Castilla, VIII marqués de la Granja, VI marqués de Caltojar, VII marqués de Valdeosera y IX conde de Benagiar, y de su esposa, María Luisa de Salamanca y Negrete, dama de la Orden de María Luisa. Le sucedió su hijo:
- Jaime de Figueroa y O'Neill (Madrid, 30 de abril de 1903-Madrid, 5 de abril de 1967),  II conde de Mejorada del Campo,[2] III duque de las Torres grande de España, IX marqués de Villamejor, IV marqués de Pacheco y XII marqués de la Adrada.[2]

Casó con Ana María de Castro y Gámez. Le sucedió su hijo:
- Jaime de Figueroa y Castro (Madrid, 1 de junio de 1942-Madrid, 28 de julio de 1976), III conde de Mejorada del Campo,[2] IV duque de las Torres grande de España, X marqués de Villamejor, V marqués de Pacheco, IX vizconde de Irueste (por rehabilitación en 1984, permutado ese mismo año por "vizconde de Yrueste").

Casó con Ángela Cernuda Díaz (n. Madrid, 1943). Le sucedió su hija:
- Mónica de Figueroa y Cernuda (n. Valencia, 1962), IV condesa de Mejorada del Campo,[3] V duquesa de las Torres, grande de España, XI marquesa de Villamejor y X vizcondesa de Yrueste.

No casó. Le sucedió su sobrino, a quien cedió el título:
- Jaime de Figueroa y Real de Asua, V conde de Mejorada del Campo.[4] Hijo de Jaime de Figueroa y Cernuda, VI marqués de Pacheco, y de su esposa, María Real de Asua y Guinea.[5]